# Marcjanów (powiat turecki)
Marcjanów – wieś w Polsce położona w województwie wielkopolskim, w powiecie tureckim, w gminie Kawęczyn.
W latach 1975–1998 miejscowość należała administracyjnie do województwa konińskiego.
Obecnie wieś sukcesywnie wyludnia się. Liczy zaledwie 29 gospodarstw. We wsi znajduje się: młyn gospodarczy, piekarnia, 2 sklepy spożywczo-przemysłowe, zakład tartaczny oraz sala taneczna. 
Podczas II wojny światowej część wsi należała do getta wiejskiego Czachulec. 
We wsi znajduje się zabytkowa kapliczka maryjna, powstała w połowie XIX wieku (rok 1864 lub 1884). W kwietniu 2009 roku rozebrana w celu przebudowy – dzięki interwencji Wojewódzkiego Konserwatora Zabytków została przywrócona do pierwotnego, historycznego stanu.